# Valle de Valdebezana
Valle de Valdebezana es un municipio español perteneciente a la provincia de Burgos, en la comunidad autónoma de Castilla y León. Se sitúa al oeste de la comarca de Las Merindades, dentro del partido de Villarcayo. Su amplia extensión ofrece diversidad paisajística y riqueza natural. En él se encuentra el embalse del Ebro, y cuenta con monte bajo y bosque en un alto grado de conservación. Abarca una superficie de 156,60 km² y cuenta con una población de 482 habitantes (INE, 2024).

## Geografía
Integrado en la comarca de Las Merindades, se sitúa a 89 kilómetros de Burgos. El término municipal está atravesado por la carretera nacional N-232, entre los pK 551 y su conexión con la N-623 (Burgos-Santander), que a su vez atraviesa el territorio entre el puerto de Carrales (1020 metros) y el puerto del Escudo (1011 metros), además de por las carreteras provinciales BU-526 (Soncillo-Espinosa de los Monteros), BU-564 (Soncillo-Cilleruelo de Bezana), BU-642 (Cilleruelo de Bezana-Arija), y por carreteras locales que permiten la comunicación entre las pedanías.
| Noroeste: Campoo de Yuso (Cantabria) | Norte: Luena (Cantabria) y Merindad de Valdeporres | Nordeste: Merindad de Valdeporres |
| Oeste: Alfoz de Santa Gadea y Arija  |                                                    | Este: Valle de Manzanedo          |
| Suroeste: Valderrible (Cantabria)    | Sur: Valderrible (Cantabria) y Alfoz de Bricia     | Sureste: Valle de Manzanedo       |

El relieve está definido por el valle del río Trifón y las montañas y páramos que lo modelan, que forman parte ya de la cordillera Cantábrica. Se pueden identificar en este relieve de contrastes, las parameras del Rojo (975 metros), el terreno suave que rodea al pantano del Ebro y el valle modelado por el río Trifón, que contrastan con los Montes de Carrales y las cumbres de la cordillera Cantábrica, cercanas al puerto del Escudo. Entre verdes pastos y tupidos bosques de hayas y robles existen espectaculares escenarios naturales como el desfiladero de Las Palancas o el salto de Las Pisas. Una parte del municipio, en concreto el Valle de Arreba, se encuentra incluido en el parque natural de las Hoces del Alto Ebro y Rudrón. Al norte y sur se encuentran las mayores alturas, destacando el Cerro de la Maza (1165 m), en el límite con Merindad de Valdeporres, pico Tureña (1177 m), en el límite con Alfoz de Bricia, y pico Cielma (1194 m), al sur. La altitud oscila entre los 1194 metros (pico Cielma) y los 650 metros a orillas del río Trifón. Soncillo se alza a 845 metros sobre el nivel del mar.

### Pedanías
El ayuntamiento está en Soncillo y el municipio está formado por diecinueve entidades locales menores.
- Argomedo
- Arnedo
- Bezana
- Castrillo de Bezana
- Cilleruelo de Bezana
- Cubillos del Rojo
- Herbosa
- Hoz de Arreba
- Montoto
- Pradilla de Hoz de Arreba
- Quintanaentello
- Quintanilla de San Román
- Riaño
- San Vicente de Villamezán
- Soncillo
- Torres de Abajo
- Villabáscones de Bezana
- Villamediana de San Román
- Virtus

Otros núcleos de población
- Balneario de Corconte
- Cabañas de Virtus
- Las Cabañas
- Lándraves
- La Estación de Soncillo
- La Paloma
- Munilla de Hoz de Arreba
- San Cibrián
- Torres de Arriba

### Geomorfología

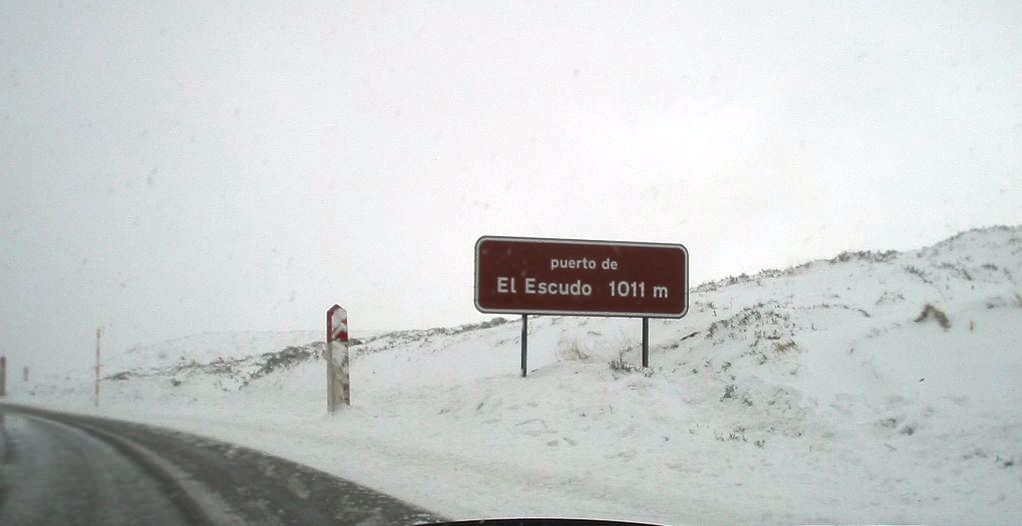
El puerto del Escudo nevado

Se le incluye en la región geológica ibero-cantábrica, subdivisión de la comarca cantábrica. Se caracteriza por considerarse una zona plegada de la cordillera Cantábrica.
En las proximidades se ha descrito un sistema de fallas en tijera y transversales comprendido entre Leva Soncillo y Castrillo de Bezana. La consecuencia fue un conato de enlace de la cadena de montañas con la cordillera Cantábrica, por las sierras del norte del valle del Nela, Castrillo de Bezana y colinas y montes que bordean a oriente la carretera N-623.
Su extensión ofrece diversidad paisajística y riqueza natural, pues en él se encuentra el embalse del Ebro, y cuenta con diversidad de paisajes tanto de monte bajo y bosque.
Al norte tiene la cordillera Cantábrica y al sur una planicie de más de 1000 m de altitud llamada La Escampada que es una anticipación del Páramo de Masa y La Lora. Antes de llegar a La Escampada se debe ascender un desnivel de casi 300 m. que por carretera se corresponde con el puerto de Carrales.

### Hidrografía
Por el municipio discurre el río Trifón, que es el colector principal. Este curso de agua nace en Munilla de Hoz de Arreba y atraviesa Pradilla y Landraves.
El río de la Gándara, afluente del río Nela que atraviesa la zona de oeste a este pasando por las localidades de Soncillo, San Cibrián y Villabáscones de Bezana. También discurren por esta zona el río de la Serna, que atraviesa Munilla de Hoz de Arreba y Landraves donde se juntan al río Trifón, el río de las Hoces, que nace en la cueva del Piscarciano y va hasta el Trifón, y el Riuco, cuyas aguas discurren por Torres de Abajo y Soncillo donde se juntan al Gándara.
En la zona existen numerosas fuentes y manantiales muchos de ellos canalizados para consumo humano o animal.

### Clima
De clima oceánico, cálido y templado. Hay precipitaciones durante todo el año. Hasta el mes más seco tiene lluvia. Este clima se clasifica como Cfb. La temperatura media anual se encuentra a 10,2 °C. Precipitaciones de 867 mm. aproximadamente.
Al sur, por La Escampada es zona de transición climática. El desnivel que salva el puerto de Carrales ejerce de pantalla pluviométrica. Al norte descargan los frentes nubosos procedentes del norte. Al sur, ya en La Escampada tales frentes no dejan apenas lluvia pues no encuentran ninguna otro obstáculo orográfico que retenga a las nubes.

## Naturaleza

### Flora
El valle se encuentra entre los biomas VI (templado típico) y IV (mediterráneo con sequía de verano), y comprende las regiones Mediterránea y Eurosiberiana, lo que ha dificultado su clasificación desde un punto de vista florístico. Bosques, matorrales y pastos se alternan formando un complejo mosaico, fruto de las complejas relaciones entre factores en esta transición entre regiones. El hábitat predominante en los valles es de prados y cultivos. El 71% de la superficie del valle son pastos (111 km²), y un 9% corresponde a terreno forestal. En La Escampada predominan los arbustos. Las laderas de esta paramera están ocupadas por bosques y matorral. Los montes más extensos y mejor conservados se localizan en las localidades de Villabáscones de Bezana, Torres de Abajo y Valle de Arreba.
En Valdebezana se asientan bosques planocaducifolios de roble carballo y haya, marcescentes de quejigo y melojo, esclerófilos de encina, y aciculifolios de pino albar. Además de los bosques citados se integran en éstos unidades menores como pies de roble albar, arboledas de fresno de montaña, enebrales de enebro común y rojo, y sabinares de sabina negral. Como arbustos aparecen acebos y labiadas. También hay arbustos como avellanos, arces, espinos. En el cauce de los principales arroyos aparecen distintas especies de sauces.
En las zonas más resguardadas, sobre suelos más desarrollados, se encuentran los bosques planocaducifolios estrictos. La carballeda de Cilleruelo de Bezana es una masa testigo de lo que fue un bosque más amplio en el pasado. Sin embargo, su situación en medio del valle, rodeado de suelos profundos y fértiles, la ha dejado expuesta a la acción del hombre, retrocediendo ante los pastizales que lo rodean y sirviendo como refugio ganadero. El resultado es un sotobosque tapizado por arándanos, acebos y helecho común, especies tolerantes a la ganadería y adaptadas a suelos ácidos, típicas de comunidades de sustitución. Los hayedos se encuentran esparcidos por la cara norte de las sierras del territorio. Destacan el hayedo de las Pisas, cerca de las localidades de San Cibrián y Villabáscones de Bezana, con suelos preferentemente carbonatados y habitando el fondo de un valle dominado por quejigos en sus cotas más altas; y el Hayedo de Carrales, el de mayor extensión del valle, sobre suelos de carácter silíceo. Estos bosques, los más explorados históricamente con abundantes citas, presentan un cortejo arbóreo más diverso con avellanos, olmos de montaña, serbales, arces, majuelos o acebos.
En segundo lugar, se encuentran los bosques submediterráneos. Los melojares de Munilla y Castrillo de Bezana presentan ejemplares de gran porte con buena distancia entre pies, lo que sugiere que se trata de masas naturales. Por otro lado, los rebollares del norte, densos y jóvenes, han desplazado a hayedos y carballedas, favorecidos por la acción antrópica y su capacidad de rebrote y fuerte corteza. Los quejigares son más abundantes al sur, ocupando zonas más resguardadas con suelos menos permeables, mientras que las encinas crecen en las laderas más expuestas, rocosas y escarpadas. A día de hoy, el ganado pasta en las carballedas y melojares, fertilizando y erosionando sus suelos, donde apenas se produce reciclaje de nutrientes, favoreciendo el establecimiento de especies tolerantes como Ulex gallii, Ilex aquifolium, Alpagrostis setacea, Pteridium aquilinum o Erica cinerea.

### Fauna
Es la típica de zonas boscosas y pastizales. Las aves predominantes en los bosques son el gavilán, azor, alcotán que se alimentan en los espacios abiertos. Los bosques sirven de refugio a las especies presentes como el jabalí, corzo y liebre. También el lobo como nómada.

## Historia

### Edad Antigua y Edad Media
Antes de la romanización de la zona, en la Edad del Hierro, diversos autores confirman la presencia de cántabros en la zona. Tras la caída del Imperio, en el siglo V y con la ocupación visigoda en el siglo VI hasta el siglo VIII, se cree que pertenecería al Ducado de Cantabria. La ocupación posterior fue realizada por los árabes.

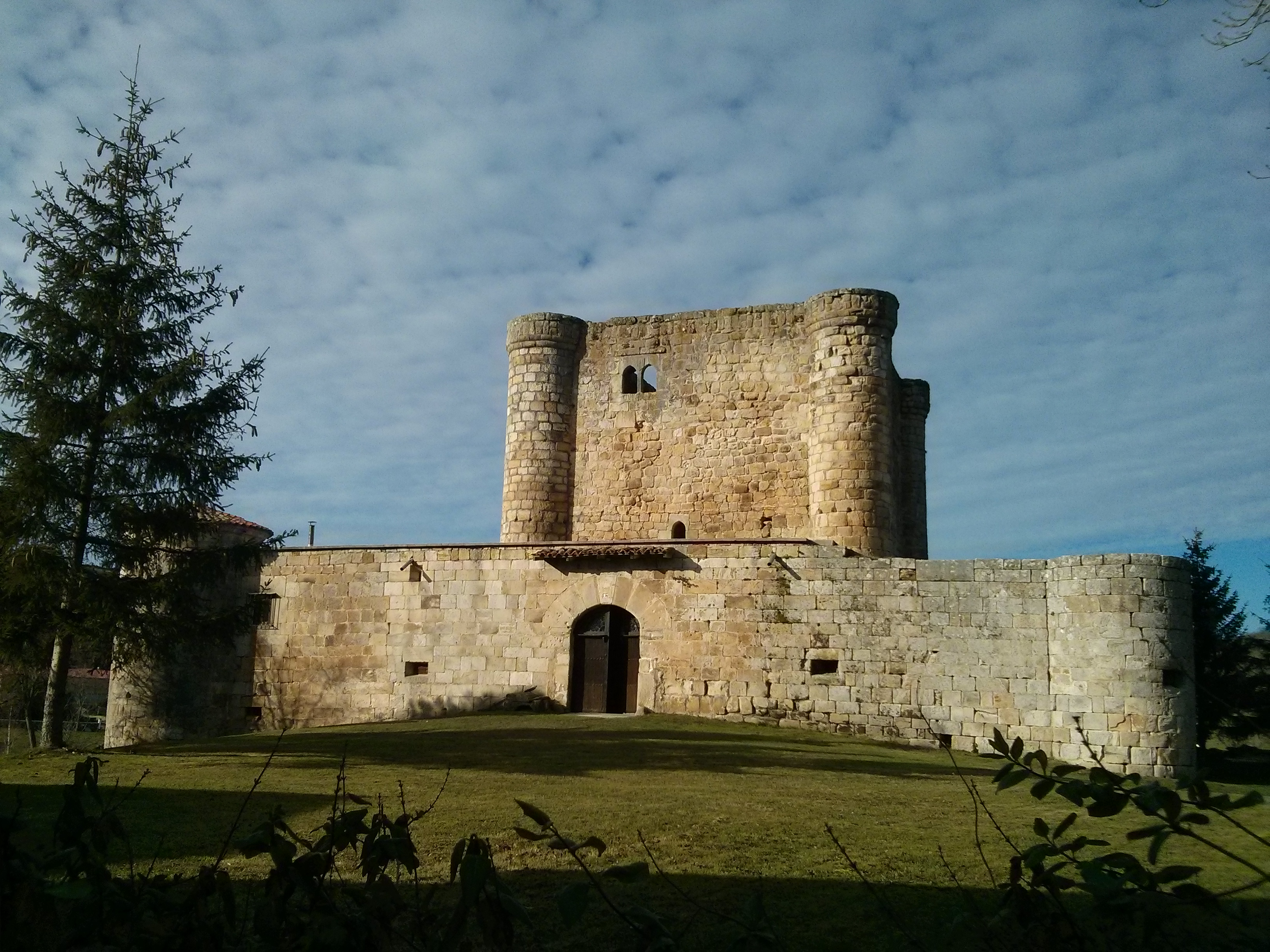
Castillo de Virtus

Los pueblos son pequeños y situados en lugares para explotar los recursos de la naturaleza. Todos los pueblos que componen este valle se generaron en la Edad Media. El modo de producción basado en la agricultura, ganadería y explotación forestal articulado por la nobleza y el clero católico obtenían las plusvalías de este sistema feudal. Que las iglesias en todos los pueblos sean el edificio monumental es producto de tal sistema.
El tipo de edificaciones de los pueblos son más modernas excepto las antes citadas, pues las originales estaban construidas con materiales más livianos y que con el tiempo había que remozar hasta que se fueron sustituyendo por casas de piedra hace pocos siglos.

### Edad Moderna
Durante el siglo XVIII los altos hornos de la Real Fábrica de Artillería de La Cavada que surtía a la marina y al ejército de cañones, precisaban de gran cantidad de madera para abastecerse de carbón vegetal. Y para ello necesitaron de los bosque de Valdebezana y otros valles próximos.

### Edad Contemporánea
El valle pertenecía al Bastón de Laredo, perteneciente a uno de los catorce que formaban la Intendencia de Burgos durante el periodo comprendido entre 1785 y 1833, tal como se recoge en el Censo de Floridablanca de 1787, jurisdicción de señorío ejercida por Don Pedro Hontañón de Porras, quien nombraba su regidor pedáneo. No consta a lo largo de su historia su incorporación a las inmediatas Merindades, aunque tras la caída del Antiguo Régimen queda agregado al ayuntamiento constitucional de Valle de Valdebezana.
La delimitación provincial comenzó en 1821. Y se concretó en 1833. Los ayuntamientos de Arreba, Bricia, Soncillo, Alfoz de Santa Gadea y Valle de Zamanzas pasaban a la provincia de Burgos. En 1838, tras ser anexionados por la provincia de Burgos, tratan a través de misivas a Santander, al Congreso, a la Reina, pedir su reingreso en Santander, territorio al que siempre habían pertenecido y en el que deseaban continuar. Esta comarca aparece en la obra Reportajes de Pío Baroja, cuando narra la expedición de Gómez durante la primera guerra carlista. En esta comarca y aledañas también tuvo incidencia la tercera guerra carlista.
A principios del siglo XX se integraron los municipios de Cubillos del Rojo que entonces contaba con 70 hogares y 272 habitantes de derecho y de Valle de la Hoz de Arreba que contaba con 527 hogares y 2257 habitantes de derecho.

## Demografía
Valle de Valdebezana cuenta con una población de 482 habitantes (INE 2024).
| Gráfica de evolución demográfica de Valle de Valdebezana entre 1842 y 2021 |
| |
| Población de derecho según los censos de población del INE. Población de hecho según los censos de población del INE.En este censo se denominaba Valle de Valdevezana: 1842. Entre el censo de 1920 y el anterior, crece el término del municipio porque incorpora a Cubillos el Rojo. Entre el censo de 1930 y el anterior, crece el término del municipio porque incorpora a La Hoz de Arreba. |

## Comunicaciones

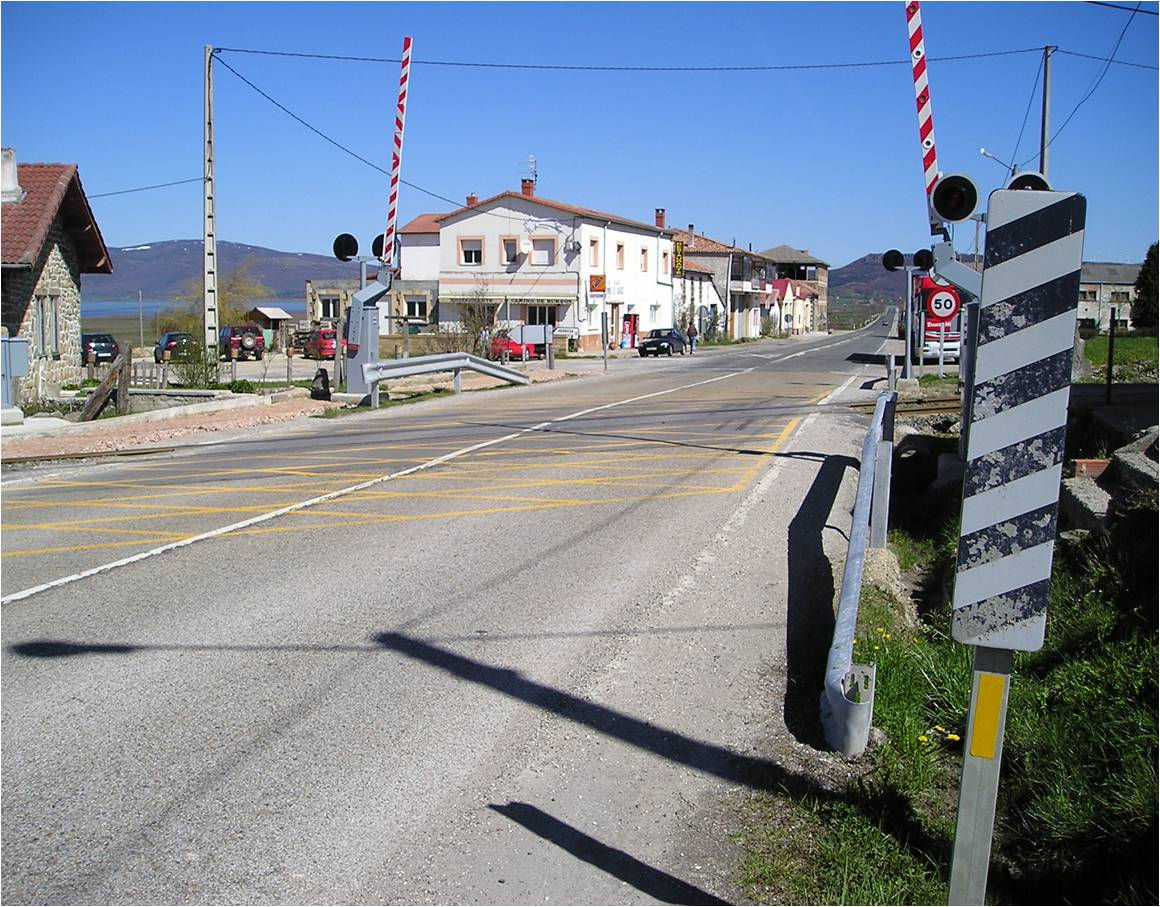
N-623 en Cabañas de Virtus

La localidad constituye un nudo de comunicaciones por carretera, ya que por ella discurren diversas vías de carácter nacional:
- Lo atraviesa la N-232 que cruza transversalmente la península, desde Vinaroz, en la provincia de Castellón hasta Cabañas de Virtus.
- También lo atraviesa la N-623 que une Burgos con Santander.
- También la antigua C-6318, hoy BU-526 de Bercedo a Soncillo.
- La BU-V-5746 que enlaza la N-623 en el Puerto de Carrales hasta Soncillo.[16]
- La BU-V-5614 que enlaza Soncillo con Villabáscones de Bezana.

## Economía
Los ayuntamientos de Valle de Valdebezana, Arija y Alfoz de Santa Gadea se han unido con la asociación de ganaderos para promocionar la comercialización de la carne de potro hispano-bretón. La raza autóctona tiene un censo de 800 madres en la provincia de Burgos.